# Parepalpus flavidus
Parepalpus flavidus är en tvåvingeart som beskrevs av Daniel William Coquillett 1902. Parepalpus flavidus ingår i släktet Parepalpus och familjen parasitflugor. Inga underarter finns listade i Catalogue of Life.